# Nigeria en los Juegos Olímpicos
Nigeria en los Juegos Olímpicos está representada por el Comité Olímpico de Nigeria, miembro del Comité Olímpico Internacional desde el año 1951.
Ha participado en 18 ediciones de los Juegos Olímpicos de Verano, su primera presencia tuvo lugar en Helsinki 1952. El país ha obtenido un total de 27 medallas en las ediciones de verano: 3 de oro, 11 de plata y 13 de bronce.
En los Juegos Olímpicos de Invierno ha participado en dos ediciones, siendo Pyeongchang 2018 su primera aparición en estos Juegos. El país no ha conseguido ninguna medalla en las ediciones de invierno.

## Medalleros

### Por edición
| Evento              | Oro | Plata | Bronce | Total |
| ------------------- | --- | ----- | ------ | ----- |
| Helsinki 1952       | 0   | 0     | 0      | 0     |
| Melbourne 1956      | 0   | 0     | 0      | 0     |
| Roma 1960           | 0   | 0     | 0      | 0     |
| Tokio 1964          | 0   | 0     | 1      | 1     |
| México 1968         | 0   | 0     | 0      | 0     |
| Múnich 1972         | 0   | 0     | 1      | 1     |
| Montreal 1976       | –   | –     | –      | –     |
| Moscú 1980          | 0   | 0     | 0      | 0     |
| Los Ángeles 1984    | 0   | 1     | 1      | 2     |
| Seúl 1988           | 0   | 0     | 0      | 0     |
| Barcelona 1992      | 0   | 3     | 1      | 4     |
| Atlanta 1996        | 2   | 1     | 3      | 6     |
| Sídney 2000         | 1   | 2     | 0      | 3     |
| Atenas 2004         | 0   | 0     | 2      | 2     |
| Pekín 2008          | 0   | 3     | 2      | 5     |
| Londres 2012        | 0   | 0     | 0      | 0     |
| Río de Janeiro 2016 | 0   | 0     | 1      | 1     |
| Tokio 2020          | 0   | 1     | 1      | 2     |
| París 2024          | 0   | 0     | 0      | 0     |
| TOTAL               | 3   | 11    | 13     | 27    |

| Evento           | Oro | Plata | Bronce | Total |
| ---------------- | --- | ----- | ------ | ----- |
| Pyeongchang 2018 | 0   | 0     | 0      | 0     |
| Pekín 2022       | 0   | 0     | 0      | 0     |
| TOTAL            | 0   | 0     | 0      | 0     |

### Por deporte
Deportes de verano
| Evento       | Oro | Plata | Bronce | Total |
| ------------ | --- | ----- | ------ | ----- |
| Atletismo    | 2   | 5     | 7      | 14    |
| Boxeo        | 0   | 3     | 3      | 6     |
| Fútbol       | 1   | 1     | 1      | 3     |
| Halterofilia | 0   | 1     | 1      | 2     |
| Lucha        | 0   | 1     | 0      | 1     |
| Taekwondo    | 0   | 0     | 1      | 1     |
| TOTAL        | 3   | 11    | 13     | 27    |